# 大院街道
大院街道，是中华人民共和国江西省南昌市东湖区下辖的一个乡镇级行政单位。

## 行政区划
大院街道下辖以下地区：
院一社区、院二社区、公园路社区、二七北路社区、体苑社区、广场北路社区、林业家委会、金翔家委会、农业家委会、测绘家委会、园林家委会和八配家委会。